# Palicourea luteonivea
Palicourea luteonivea är en måreväxtart som beskrevs av Charlotte M. Taylor. Palicourea luteonivea ingår i släktet Palicourea och familjen måreväxter. Inga underarter finns listade i Catalogue of Life.